# Galgenwiel
De Galgenwiel (Loenermeer) is een langgerekt ven, gevormd door oude waterkolken, dat ligt in Loon op Zand aan de rand van Waalwijk.
De wielen van dit Loenermeer zijn in 1658 ontstaan door doorbraken van de Meerdijk.
De naam komt van een galg, die Dirk van Haastrecht oprichtte in het noorden van Plantloon, om aan te duiden dat het zijn rechtsgebied betrof, waar de Heer van Waalwijk niets over te zeggen had. Naast dit ven ligt een restaurant met dezelfde naam.